# إمسكيرشن
سُوق إمسكيرشن (بالأَلمانِيَّة: Markt Emskirchen) هُو سُوق أَلمانِيَّ في مِنطَقَة نُويشَتَات آن دِير آيش-بَاد ڤيندسهَايِمّ التَّابِعة لمُحافظة فرانْكُونيَا الوُسطَى في وِلاَية باڤارِيا في جُمهُوريَّة أَلمَانيَا الاِتّحاديّة. بمِساحة تُقَدَّر بحَوالَي 67 كم².

## وصلات خارجية
- الصّفحة الرّسميّة لسُوق إمسكيرشن (باللُّغَةُ الألمانِيّة).